# Balassa Sándor (újságíró)
Balassa Sándor, 1900-ig Blaustein Salamon (Nagylak, 1882. augusztus 9. – Debrecen, 1960. július 4.) író, újságíró, lapszerkesztő.

## Élete
Blaustein Móric pékmester és Spielberger Johanna gyermekeként született izraelita családban. Tanulmányait Kassán és Kecskeméten végezte. 1902 és 1904 között a Veszprémi Ujság munkatársa volt. Már ekkoriban érdeklődött a színészet iránt és számos cikket írt művészeti témákban. 1903-ban Kassán bemutatták két egyfelvonásos vígjátékát, amelyek később színre kerültek Eperjesen, Iglón és Sátoraljaújhelyen is. 1906-tól Debrecenben működött újságíróként a Debreceni Független Újság, Szabadság, a Debreceni Újság, majd a Debrecen című napilapnál. Végül az 1910-es évektől a Debreceni Hírlap című hetilap felelős szerkesztője és laptulajdonosa lett. A második világháború után cikkei a Hajdú-Bihari Naplóban jelentek meg. Verseket is írt és regényeket fordított.

## Magánélete
Felesége Szántai Károly és dr. Gömöri Paulina lánya, Klotild volt, akit 1907. március 7-én Debrecenben vett nőül. 1939-ben kikeresztelkedett a református vallásra.
Lánya
- Balassa Klotild Valéria (Debrecen, 1907. március 28. – ?), aki dr. Karácsonyi Ágoston fogorvoshoz ment nőül.

Unokái
- Karácsonyi Ágoston
- Karácsonyi Anikó, férjezett Péteri Gedeonné

## Művei
- Zsengék. Költemények. Tattárszky Andorral (Kassa, 1900)
- Egy Erdődy Bakács ivadék Mármarosban Nyisztor Endre adatai alapján (Szatmár, 1903)
- Múzsája leszek. Monológ (Szatmár, 1904)
- Magyarország főispánjainak almanachja (Budapest, 1911)
- A debreceni Aranybika Szálló története (Debrecen, 1959)